# Kiriakoffalia
Kiriakoffalia é um género de traça pertencente à família Arctiidae.